# Weinmannia celebica
Weinmannia celebica är en tvåhjärtbladig växtart som beskrevs av Sijfert Hendrik Koorders. Weinmannia celebica ingår i släktet Weinmannia och familjen Cunoniaceae. Inga underarter finns listade i Catalogue of Life.